# キルヤト・エアリム
キルヤト・エアリム（ヘブライ語: קִרְיַת-יְעָרִים）は、旧約聖書に記述されるイスラエルにあった町。地名の語義はヘブライ語で「森の町」。キルヤト・バアル、バアラ、バアレ・ユダという名前によっても言及される。

## 概要
エウセビオスによると、キルヤト・エアリムはエルサレムから15kmほど離れた場所にあったという。聖書に記述されるキルヤト・エアリムは現在のデイル・エル＝アザル（テル・キルヤト・エアリム）と同一視されている。
キルヤト・エアリムは、旧約聖書に18回記述され、ヒビ人の町であり、ギベオンにつながっていた。また、ユダ族とベニヤミン族の境の重要な目印であった。歴代誌の著者は、ショバル（おそらくカレブの子孫）を「キルヤト・エアリムの父」と記述しており、ショバルがこの町の創立者であると推定される。契約の箱は、ベト・シェメシュにあった後にこの町に移され、約60年後にエルサレムに移され、ダビデの宮殿の外にある天幕に置かれた。また、ゼルバベルと共にバビロンからユダヤに帰るユダヤ人帰還民の中にはキルヤト・エアリムの子孫がいた。

### 預言者ウリヤ
聖書はキルヤト・エアリム出身の預言者について記述している。この町出身のシマヤの息子ウリヤはエルサレムに対して預言したが、それを聞いたヨヤキム王がウリヤを殺そうとしたために、ウリヤはエジプトに逃げた。しかし、そこで彼は王の部下に捕らえられ、処刑のためにエルサレムに引き渡され、その後共同墓地に埋められた。

### 別名
キルヤト・バアルからキルヤト・エアリムへの地名の変化は、ヨシュアによる先住民族の土地の占領又は聖絶が行われたことによる住民の変化を示している。バアルはイスラエル人にとって異教徒の神で、聖書によるとイスラエルの神はイスラエル人にバアル信仰をなくすよう命令した。また、聖書はこの町の改名を明らかにしている。しかし、この地名の変化は侵略者のイスラエルの宗教への帰属を表しておらず、むしろ地理的特徴を顕著に表わしている。

## 現在のキルヤト・エアリム
現在のキルヤト・エアリムは、聖書に記述されるキルヤト・エアリムの比定地であったため名付けられた。